# XVII secolo
Il XVII secolo (diciassettesimo secolo) è il secolo che inizia nell'anno 1601 e termina nell'anno 1700 incluso.

## Avvenimenti
È usualmente ricordato in Europa come il secolo dell'assolutismo monarchico in politica, della rivoluzione scientifica nelle scienze e del barocco nell'arte e nella letteratura.
- Affermazione dell'assolutismo nella maggior parte degli Stati europei.
- 5 novembre 1605: congiura delle polveri: fallito tentativo da parte di un gruppo di cattolici inglesi e di Guy Fawkes contro il re Giacomo I d'Inghilterra, evento oggi ricordato con il Guy Fawkes Night (o Bonfire Night).
- 1618-1648: guerra dei trent'anni.
- 11 novembre 1620: arrivo della nave. Mayflower sulle coste americane: i puritani si insediano dando origine alle prime colonie.
- 1632: Shah Jahan costruí il Taj Mahal.
- 7 giugno 1640: inizia la sollevazione della Catalogna (1640-1659) contro la Spagna: vittoria franco-catalana.
- 1642-1651: guerra civile inglese.
- 31 luglio 1658: Aurangzeb divenne l'imperatore Moghul.
- 1643-1715: in Francia, regno di Luigi XIV (il "Re Sole").
- 1643: Sakoku - Il Giappone chiude l'accesso al Paese agli stranieri.
- 1648: Guerra di Liberazione contro la nobiltà polacca da parte.  dell'atamano dei cosacchi. d'Ucraina Bohdan Chmel'nyc'kyj, fondatore del primo Stato cosacco ed eroe nazionale ucraino.
- 19 aprile 1648: Brasile: Prima battaglia di Guararapes, che si conclude con la vittoria portoghese sulla Repubblica delle Sette Province Unite.
- 6 aprile 1652: viene fondata Città del Capo, con il nome di Kaapstad, dal colonizzatore olandese Jan van Riebeeck: la città è il primo insediamento europeo in Sudafrica.
- 1675: Guru Tegh Bahadur fu decapitato sugli ordini di Aurangzeb.
- 1683: Battaglia di Vienna.
- 1692: Processo alle streghe di Salem.
- Crisi del XVII secolo.

### Istituzione o nuclei di nuovi Stati
- 1603: unificazione  di Regno d'Inghilterra, Regno di Scozia e Signoria d'Irlanda grazie al sovrano Giacomo I d'Inghilterra.
- 1616 - 1634: unificazione del Bhutan con Shabdrung Ngawang Namgyal, il fondatore del Bhutan [1].
- 16 dicembre 1617: con decreto reale di re Filippo III, viene creato il Governatorato del Paraguay.
- 1670: viene fondato l'Impero ashanti (attuale Ghana), con Osei Tutu I.
- 1680: viene fondato il Regno del Burundi con Ntare Rushatsi.

## Personaggi significativi
- Aurangzeb (1618-1707), imperatore moghul dell'India.
- Armand-Jean du Plessis duca di Richelieu (1585-1642), cardinale, politico e vescovo cattolico francese, noto come Cardinale Richelieu.
- Oliver Cromwell (1599-1658), generale puritano inglese, dittatore in seguito alla guerra civile inglese.
- Luigi XIV (1638-1715), sovrano di Francia (1643-1715), detto il Re Sole.
- Johannes Kepler (1571-1630), astronomo e matematico tedesco, celebre per le leggi di Keplero (1609-1619), le tre leggi del movimento dei pianeti.
- Francesco Bacone (1561-1626), filosofo inglese empirista, scrisse il Novum Organum (1620).
- John Locke (1632-1704), filosofo britannico, esponente del liberalismo e dell'empirismo: Lettera sulla tolleranza (1689); Saggio sull'intelletto umano (1690).
- Isaac Newton (Woolsthorpe, Lincolnshire, 1642 - Londra, 1727), matematico, fisico e astronomo inglese, autore del Philosophiae Naturalis Principia Mathematica, (1687) che espone la teoria della gravitazione universale.
- Galileo Galilei (Pisa, 1564 - Arcetri, 1642), fisico e astronomo italiano, fondatore della fisica moderna, autore del celebre Dialogo sopra i due massimi sistemi del mondo (1632).
- René Descartes (Cartesio) (La Sibyllière, Indre e Loira, 1596 - Stoccolma, 1650), filosofo e matematico francese, il fondatore della filosofia moderna.
- Gottfried Wilhelm von Leibniz (Lipsia, 1º luglio 1646 – Hannover, 14 novembre 1716), teologo, filosofo, matematico, scienziato, glottoteta, diplomatico, giurista, storico, bibliotecario e avvocato tedesco, autore dei Saggi di Teodicea (1710) e fondatore assieme a Isaac Newton del calcolo infinitesimale.
- Blaise Pascal (Clermont-Ferrand, 1623 - Parigi, 1662), teologo, filosofo, matematico e fisico francese, autore dei Pensieri (1669).
- William Shakespeare (Stratford-upon-Avon, 23 aprile 1564 – Stratford-upon-Avon, 23 aprile 1616), sonettista e drammaturgo inglese; tra i capolavori l'Amleto (tra il 1600 e il 1602).
- Molière (Parigi, 15 gennaio 1622 – Parigi, 17 febbraio 1673) (Jean-Baptiste Poquelin dit Molière), autore drammatico e commediografo francese: tra i capolavori spicca la commedia de Il misantropo (1666).
- Diego Velázquez (1599-1660), pittore spagnolo, pittore ufficiale sotto Filippo IV, autore de Las Meninas(1656).
- Michelangelo Merisi da Caravaggio, pittore (Milano, 1571- Monte Argentario, 1610) di fama universale, la cui influenza pittorica diede vita al Caravaggismo.
- Gian Lorenzo Bernini, (Napoli, 7 dicembre 1598 – Roma, 28 novembre 1680), pittore, architetto e scultore italiano.
- Johann Sebastian Bach (Eisenach, 31 marzo 1685 – Lipsia, 28 luglio 1750) compositore tedesco, di fama universale.
- Antonio Vivaldi (Venezia, 4 marzo 1678 – Vienna, 28 luglio 1741), compositore italiano, esponente di spicco del Barocco veneziano.
- Baruch Spinoza (Amsterdam, 24 novembre 1632 – L'Aia, 21 febbraio 1677), teologo e filosofo olandese, esponente di spicco del razionalismo seicentesco e autore dell'opera filosofica Ethica.

## Cultura

### Letteratura
- Il Siglo de Oro spagnolo: Miguel de Cervantes (1547-1616): il romanzo Don Chisciotte della Mancia (1605-1615), capolavoro della letteratura spagnola
- Il Siglo de Oro e il teatro spagnolo: Lope de Vega, Pedro Calderón de la Barca
- Il teatro elisabettiano: William Shakespeare (1564-1616)
- La letteratura della Restaurazione inglese: John Milton, autore del poema epico Paradiso perduto (1667)
- Il teatro classico francese: Pierre Corneille, Molière, Jean Racine
- Il racconto utopico nel XVII secolo: La nuova Atlantide (1626) di Francesco Bacone  e The Blazing World (1668) di Margaret Cavendish
- La fiaba come forma di espressione popolare: Lo cunto de li cunti (1634), in lingua napoletana, di Giambattista Basile
- Il genere letterario della favola: Jean de La Fontaine e della fiaba: Charles Perrault, autore de I racconti di Mamma Oca (1697)

### Filosofia
- La filosofia della natura nel XVII secolo: Tommaso Campanella
- La filosofia morale e la prosa didattica: Baltasar Gracián
- Il pensiero libertino francese: François de La Mothe Le Vayer, Gabriel Naudé
- Il libertinismo filosofico: Pierre Gassendi, Savinien Cyrano de Bergerac
- Il deismo inglese: Edward Herbert
- I Platonici di Cambridge: Benjamin Whichcote, Ralph Cudworth, Henry More
- il misticismo cristiano moderno: Jacob Böhme
- il libertinismo filosofico e lo scetticismo nel XVII secolo: Pierre Bayle
- il metodo induttivo fondato sull'esperienza e il metodo baconiano: Francesco Bacone
- la filosofia moderna e il razionalismo: Cartesio
- L'esistenzialismo di Blaise Pascal
- L'occasionalismo: Arnold Geulincx, Nicolas Malebranche
- Il razionalismo nel XVII secolo: Baruch Spinoza
- liberalismo e empirismo: John Locke
- Il razionalismo e il pensiero di Leibniz

#### I maggiori testi filosofici del XVII secolo
- 1602: La città del sole di Tommaso Campanella
- 1620: Novum Organum di Francesco Bacone
- 1637: Discorso sul metodo di Cartesio
- 1647: Oracolo manuale e arte della prudenza di Baltasar Gracián
- 1662: Logica di Port-Royal di Antoine Arnauld e Pierre Nicole, esponenti del giansenismo
- 1670: Pensieri di Blaise Pascal
- 1674-1675: La ricerca della verità di Nicolas Malebranche
- 1677: Ethica di Baruch Spinoza
- 1682: Pensieri sulla cometa di Pierre Bayle
- 1689: Saggio sull'intelletto umano di John Locke

### Diritto
- Si affermano le correnti filosofico-giuridiche del giusnaturalismo e del giuspositivismo
- 8 ottobre 1600: nella Repubblica di San Marino viene pubblicato lo statuto delle Leges Statutae Sancti Marini, una delle Costituzioni più antiche ancora esistenti nel panorama mondiale
- il giusnaturalismo (o diritto naturale): Ugo Grozio
- lo stato di natura e il giuspositivismo: Thomas Hobbes
- il giusnaturalismo in Germania: Johannes Althusius (il pensiero federalista e la sovranità popolare), e Samuel von Pufendorf

#### I maggiori testi giuridici del XVII secolo
- 1603: Politica methodice digesta di Johannes Althusius
- 1625: De iure belli ac pacis di Ugo Grozio
- 1651: Leviatano di Thomas Hobbes
- 1672: De iure naturae et gentium (libri octo) di Samuel von Pufendorf
- 1689: Due trattati sul governo di John Locke
- 1689: Lettera sulla tolleranza di John Locke

### Università e istituzioni culturali
- 28 aprile 1611: viene fondata l'Università di Santo Tomás, nelle Filippine, la più antica università dell'Asia
- 1613: viene fondata dall'Ordine della Compagnia di Gesù, l'Università nazionale di Córdoba, la più antica università dell'Argentina
- 1620: viene fondata da re Filippo IV di Spagna, l'Universidad Central del Ecuador, la più antica dell'Ecuador
- 1624: viene fondata per ordine di Filippo IV di Spagna l'Università di San Francisco Xavier, la più antica della Bolivia
- 1626: viene fondata l'Università degli Studi di Cagliari, tra le più antiche della Sardegna
- 1632: viene fondata l'Università di Tartu, la più antica università estone, dal re di Svezia Gustavo II Adolfo
- 1636: viene fondata l'Università di Harvard, la più antica istituzione universitaria degli Stati Uniti d'America, che prende il nome dal pastore protestante John Harvard
- 1640: viene fondata dalla regina Cristina di Svezia l'Accademia reale di Turku, la prima università in Finlandia
- 1661: viene fondata da Giovanni II Casimiro di Polonia l'Università di Leopoli, la più antica università dell'Ucraina
- 1663: viene fondata dal vescovo francese François de Montmorency-Laval l'Università Laval, la più antica del Canada
- 1666: viene istituita a Roma l'Académie de France à Rome da Jean-Baptiste Colbert, che accoglie e incoraggia i progetti di ricerca di artisti e ricercatori
- 1669: viene fondata da re Leopoldo I d'Asburgo l'Università di Zagabria, la più antica università della Croazia
- 1671: viene istituita, con sede ad Acireale, l'Accademia di scienze, lettere e belle arti degli Zelanti e dei Dafnici, la più antica di Sicilia
- 1676: viene fondata da Carlo II di Spagna l'Universidad de San Carlos de Guatemala, la più antica del Guatemala
- 25 giugno 1678: con la laurea in filosofia all'Università di Padova, la veneta Elena Lucrezia Corner è la prima donna laureata al mondo
- 5 ottobre 1690: viene istituita in Italia l'Accademia dell'Arcadia

### Religione
- 1625: viene istituita a Parigi la Congregazione della missione, da Vincenzo de' Paoli
- 27 dicembre 1673[2]: Paray-le-Monial: apparizione di Gesù a Margherita Maria Alacoque [3], che le domandò una devozione particolare al suo Sacro Cuore; da questo evento  ha origine la festa del Sacratissimo Cuore di Gesù
- 1683[4]: viene estesa a tutta la Chiesa da papa Innocenzo XI la festa  del Santissimo Nome di Maria [5]

### Pedagogia
- Il pensiero pedagogico di Comenio, padre della pedagogia moderna e autore della Didactica magna (1657), e del libro di testo per bambini Orbis pictus (1658)
- Il pensiero pedagogico di Locke, autore dei pensieri sull'educazione (1693)
- Il pensiero pedagogico di Fénelon, autore del romanzo di formazione Le avventure di Telemaco (1699)

### Musica
- Il secolo della musica barocca (1600-1750)
- La musica in Italia tra il rinascimento e il barocco: Claudio Monteverdi (1567-1643)
- La musica barocca in Germania: Heinrich Schütz (1585-1672), Dietrich Buxtehude (1637-1707), Johann Pachelbel  (1653-1706)
- L'Inghilterra nell'epoca della musica barocca: Henry Purcell (1659-1695)
- 6 ottobre 1600: nasce il melodramma, con la prima rappresentazione dell'opera Euridice di Jacopo Peri
- 24 febbraio 1607: prima rappresentazione del L'Orfeo di Claudio Monteverdi, primo capolavoro del melodramma
- La musica barocca in Francia: Jean-Baptiste Lully (1632-1687), Marc-Antoine Charpentier (1643-1704)

### Arte
- La pittura barocca e il caravaggismo: Caravaggio (1571-1610)
- Il barocco: Peter Paul Rubens (1577-1640), Antoon van Dyck (1599-1641)
- Il classicismo in Francia: Nicolas Poussin (1594-1665)
- Il Siglo de Oro spagnolo e la pittura barocca. Diego Velázquez (1599-1660), Bartolomé Esteban Murillo (1618-1682)
- La pittura del Secolo d'oro olandese: Rembrandt (1606-1669), Jan Vermeer (1632-1675)

### Enciclopedia
La enciclopedia nel rinascimento: Encyclopaedia septem tomis distincta (1630), del teologo tedesco Johann Heinrich Alsted

## Scienza
- Rivoluzione scientifica: abbattimento delle teorie aristotelico-tolemaiche
- la scienza del XVII secolo si impone a livello universale con il metodo scientifico di Galileo Galilei e di Johannes Kepler
- Rivoluzione scientifica: si afferma l'opera scientifica del fisico, matematico e filosofo inglese Isaac Newton
- Secolo d'oro olandese: Antoni van Leeuwenhoek (1632-1723), uno dei fondatori della microbiologia; nel 1676 scopre i batteri  e nel 1677 scopre gli spermatozoi.

### Fisica
- Il metodo scientifico: Galileo Galilei, il padre della fisica moderna [6]
- 1600: viene coniato il termine elettricità dal fisico britannico William Gilbert: termine esposto nell'opera De magnete
- 1643: invenzione del barometro a mercurio da parte del fisico italiano Evangelista Torricelli
- 1656: Invenzione e diffusione dell'orologio a pendolo, a opera de fisico olandese Christiaan Huygens, autore de Horologium oscillatorium (1673)
- 1675: Legge sull'elasticità lineare da parte di Robert Hooke
- 7 dicembre 1676: viene determinata la velocità della luce, a opera dell'astronomo danese Ole Rømer
- 5 luglio 1687: la legge di gravitazione universale, i principi della dinamica: esposti nell'opera Philosophiae Naturalis Principia Mathematica, del fisico inglese Isaac Newton

### Chimica
- 1661: viene pubblicata l'opera scientifica Il chimico scettico di Robert Boyle, tra i fondatori della chimica moderna

### Geologia e sismologia
- 1669: "De solido intra solidum naturaliter contento dissertationis prodromus" del geologo danese Niels Stensen, il padre della geologia[7]
- 1626: importante contributo alla spiegazione scientifica (per la prima volta) dei fenomeni sismici, con il Trattato sui terremoti, del gesuita italiano Niccolò Longobardi

### Geografia
- 1655: viene pubblicato il Novus Atlas Sinensis, il primo atlante moderno della Cina, dal gesuita italiano Martino Martini

### Matematica
- 1614 vengono inventati i logaritmi, dal matematico scozzese Nepero, nell'opera Mirifici Logarithmorum Canonis Descriptio
- 1623: viene inventata la calcolatrice dal matematico tedesco Wilhelm Schickard
- 1637: La geometria, importante opera di Cartesio
- 1642: invenzione della Pascalina, o calcolatore meccanico, da parte del matematico francese Blaise Pascal
- Il contributo al calcolo infinitesimale, da parte di Leibniz, che introdusse, tra l'altro, il termine funzione (1694)
- Lo sviluppo del calcolo infinitesimale moderno da parte di Isaac Barrow (1630-1677)
- Il metodo degli indivisibili, procedimento introdotto dopo il 1640 da  Bonaventura Cavalieri, tra i fondatori del calcolo infinitesimale
- Gli importanti contributi al calcolo infinitesimale, tra XVII e XVIII secolo: Johann Bernoulli (1667-1748)
- L'affermazione di importanti teorie e teoremi rispettivamente con Pierre de Fermat (la teoria dei numeri) e Blaise Pascal (il teorema di Pascal)
- La nascita della geometria analitica (o geometria cartesiana), da parte di Cartesio, con il saggio La geometria (1637)

### Astronomia
- 1609: leggi di Keplero: nell'opera Astronomia nova vengono enunciate dall'astronomo tedesco Keplero le prime due leggi sul moto dei pianeti (1619: la terza legge)
- 25 agosto 1609: è l'anno del telescopio di Galileo Galilei
- 1632: il metodo scientifico (o metodo galileiano): viene pubblicato il Dialogo sopra i due massimi sistemi del mondo del fisico italiano Galileo Galilei
- 1655: scoperta di Titano da parte di Christiaan Huygens
- 1675: la divisione di Cassini e le importanti scoperte da parte di Giovanni Cassini
- 15 settembre 1682: XXVI passaggio della cometa di Halley al perielio, osservata dall'astronomo inglese Edmond Halley

### Astrologia
- 1647: Astrologia cristiana, dell'astrologo inglese William Lilly; è tra le più importanti opere dell'astrologia occidentale

### Medicina
- 1628: viene scoperta la circolazione sanguigna, dal medico inglese e padre dell'angiologia [8] e della cardiologia [9] William Harvey,  nell'opera "De motu cordis"
- 1664 Viene coniato il termine neurologia da Thomas Willis, nell'opera Cerebri anatome (1664)

### Botanica
- 1638: viene istituito l'Orto botanico Pietro Castelli di Messina, il più antico orto botanico di Sicilia, fondato dal medico e botanico Pietro Castelli

## Economia
- Nasce la politica economica del mercantilismo
- La banca di Svezia emette le prime banconote della storia.

## Invenzioni, scoperte, innovazioni
- 1664: Viene fondata la Gazzetta di Mantova, il più antico giornale italiano, tuttora esistente
- 1691: viene deciso dal papa Innocenzo XII che il primo Giorno dell'anno coincida con il 1º gennaio. La data del 1º gennaio si afferma in tutto il mondo occidentale [10]
- 4 agosto 1693: data della probabile invenzione, seppur leggendaria, dello Champagne da parte del monaco francese Dom Pierre Pérignon
- 1698: viene inventato il pianoforte a opera del costruttore di strumenti musicali italiano Bartolomeo Cristofori; il pianoforte sostituirà il clavicembalo durante la seconda metà del XVIII secolo

## Tradizioni e folclore
- 1624: Palermo: nascita del Festino di santa Rosalia